# Myrice inaequalis
Myrice inaequalis är en fjärilsart som beskrevs av Walker 1854. Myrice inaequalis ingår i släktet Myrice och familjen mätare. Inga underarter finns listade i Catalogue of Life.